# Bourdon des mousses
Bombus muscorum
Espèce
Statut de conservation UICN

 VU  : Vulnérable
Le Bourdon des mousses, Bombus muscorum, est une espèce d'insectes hyménoptères du genre Bombus. Il est de petite taille et son thorax est roux. Il s'agit d'un insecte eusocial dont la reine n'est fécondée qu'avec un seul mâle et dont les nids sont construits dans des prairies ouvertes directement sur le sol et constitués d'un amas d'herbes sèches et de mousses, raison de son appellation. Cette espèce est assez difficile à distinguer du Bourdon des champs et du Bourdon variable. Présent au Nord du paléarctique à l'exception de la Chine, il est principalement associé aux Fabaceae. Considéré comme rare et vulnérable par l'IUCN, il est protégé dans de nombreux pays européens ; sont en cause les changements de pratiques agricoles et sa sensibilité à la consanguinité.

## Description
Bombus muscorum appartient au sous-genre Bombus (Thoracobombus), dont l'espèce type est Bombus sylvarum. Leurs particularités anatomiques sont que leurs antennes comportent treize articles et leur abdomen sept tergites visibles, le dernier étant largement arrondi. Leur tête est allongée, leurs yeux non protubérants et leurs antennes plus longues que la moitié de la longueur du thorax. Leur langue est longue, ce qui leur permet de se spécialiser dans les Fabacées. La face externe du tibia postérieur présente une large zone lisse et dépourvue de pilosité. Les mâles ont un organe copulateur bien visible mais pas de dard.
L'identification de B. muscorum n'est pas facile, en particulier sa distinction avec Bombus pascuorum et Bombus humilis. Ces trois espèces présentent un thorax au pelage roux. Chez B. pascorum, le pelage est globalement hirsute et le sixième tergite est couvert d'une majorité de fines soies légèrement plumeuses, grises ou rousses, alors que chez B. muscorum et B. humilis, leur pelage est globalement ras et ce tergite est couvert d'une majorité de crins noirs dressés. Chez B. muscorum et B. humilis, il n'y a pas de ponctuation devant l'ocelle centrale alors qu'il y en a beaucoup chez B. pascorum ; cette zone est étroite chez B. muscorum et large chez B. humilis. Chez ce dernier, le deuxième tergite présente un pelage roux ou brun tranchant sur le reste du pelage alors que chez B. muscorum, il ne présente aucune bande sombre.
La reine mesure de 17 à 19 mm de long et a une envergure de 32 à 35 mm. Les ouvrières mesurent de 10 à 16 mm et ont une envergure de 26 à 29 mm. Quant aux mâles, ils mesurent de 13 à 15 mm et ont une envergure de 26 à 29 mm.

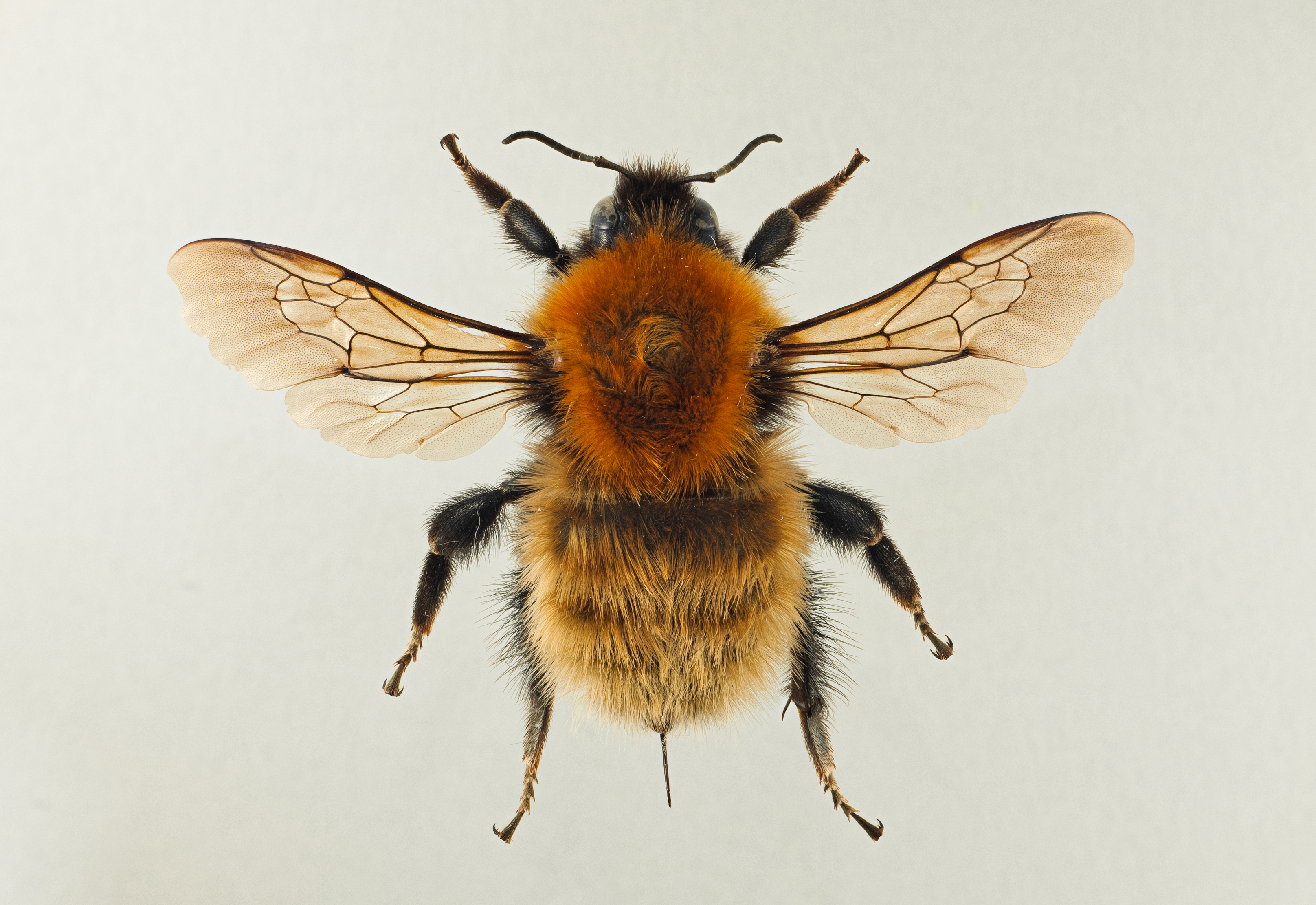
Reine (Norvège).
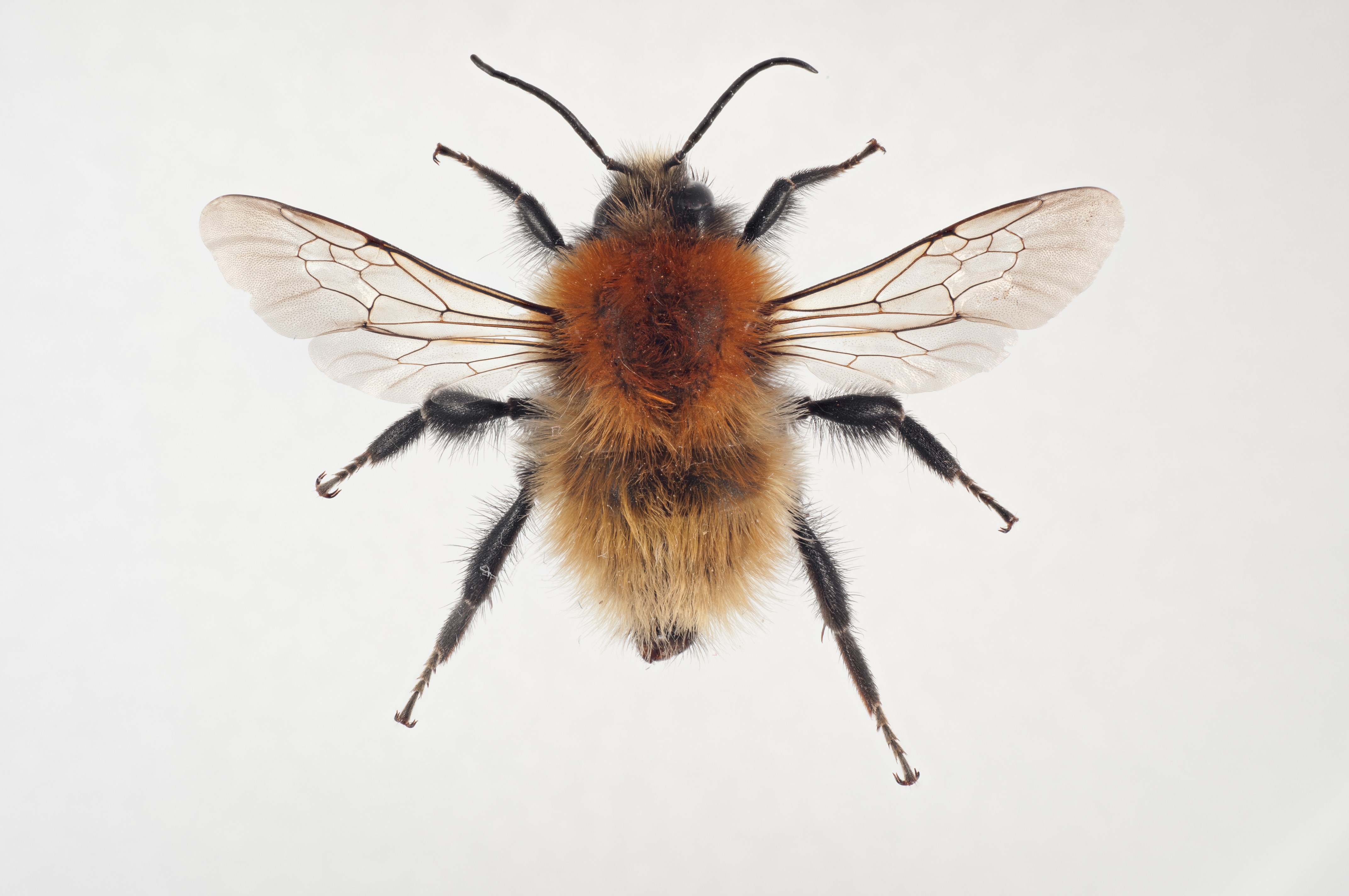
Mâle (Norvège).
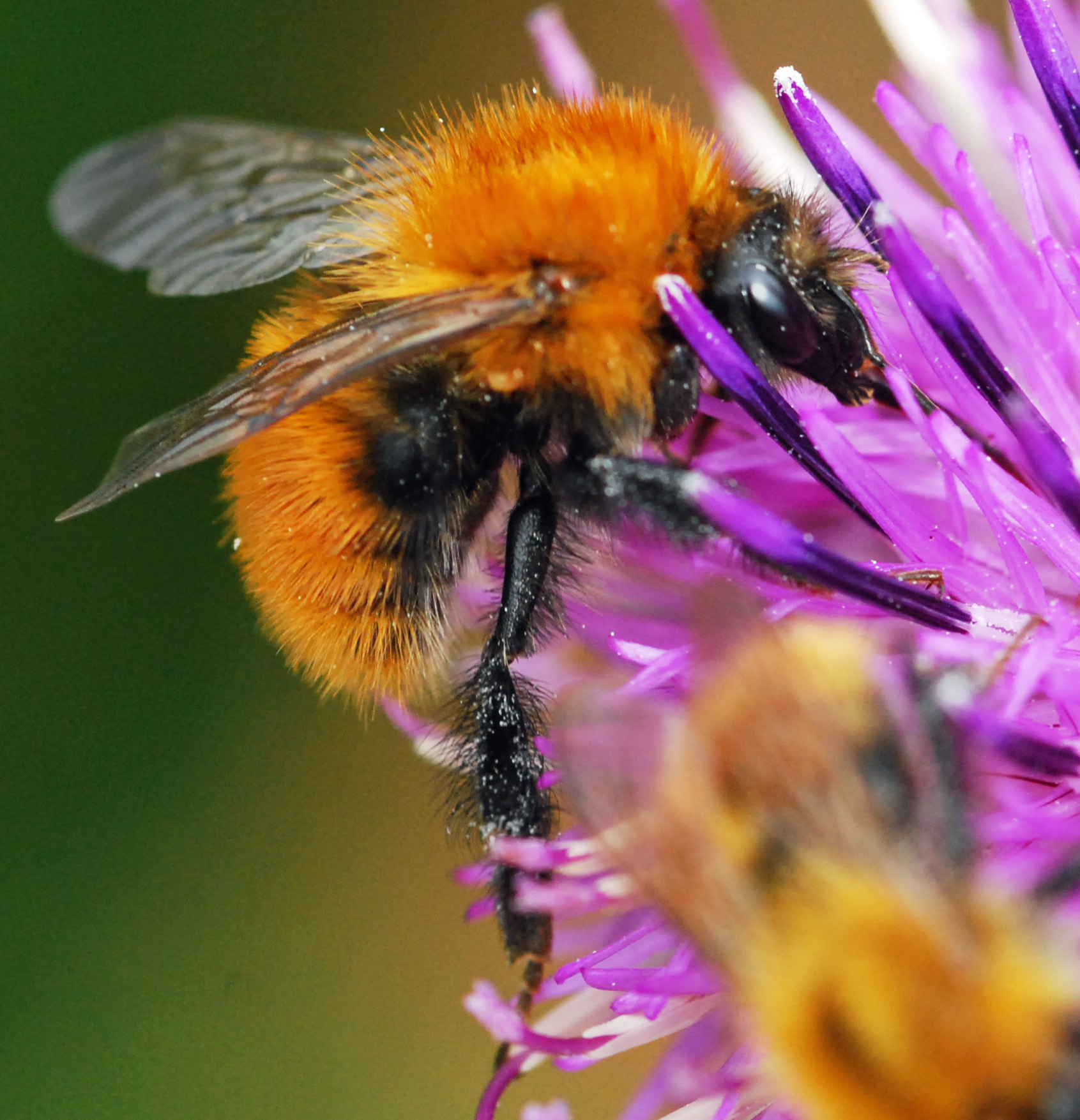
Ouvrière (Suède).
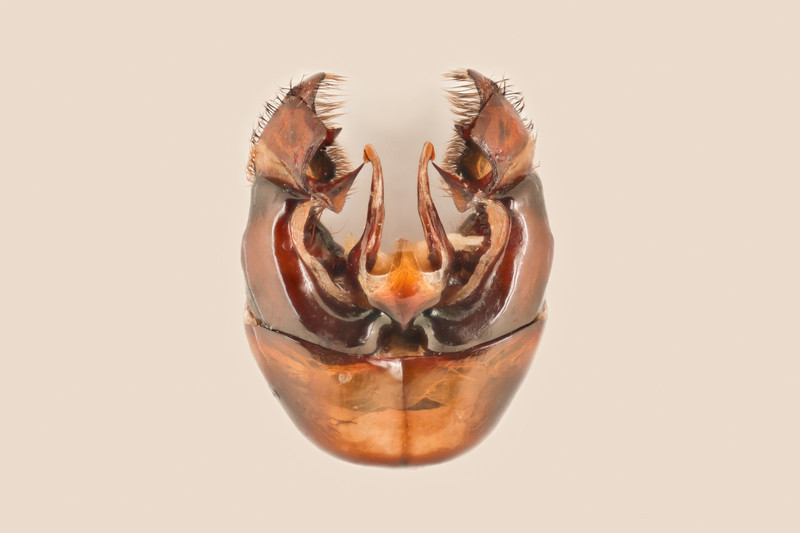
Édéage (organes génitaux du mâle).
- Butinage (Smøla, Norvège).
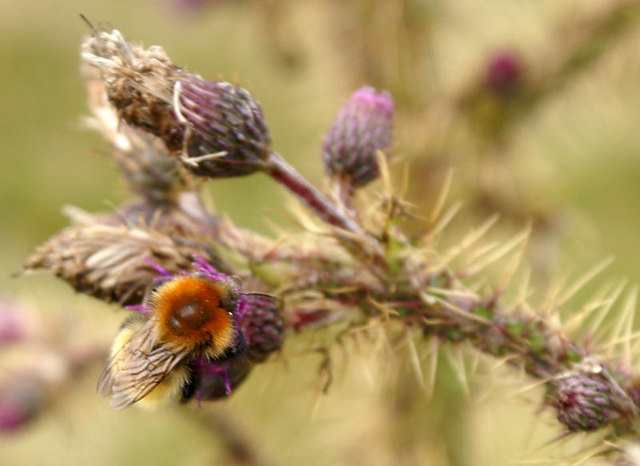
Sous-espèce Bombus muscorum agricolae butinant une Cirse, archipel des Shetland.
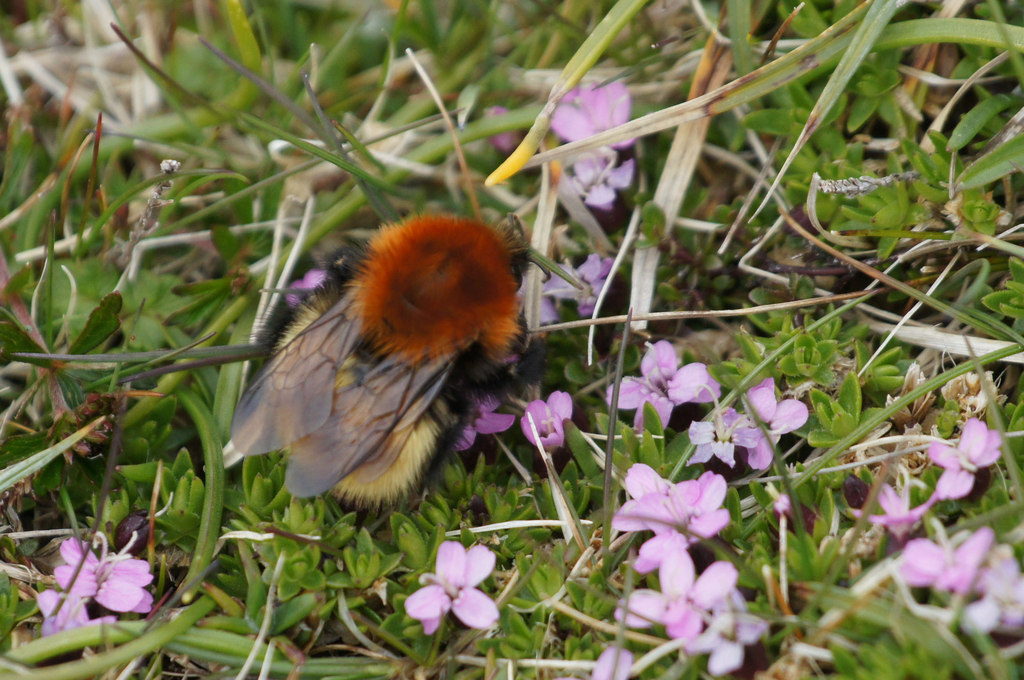
Butinage sur une Silène acaule, archipel des Shetland.

## Éthologie

### Phénologie
Fin d'été, la colonie produit de nouveaux sexués. Les femelles s'accouplent puis hibernent pendant 9 mois en moyenne. À la fin du printemps (tardivement par rapport à d'autres espèces de Bourdons), la princesse sort de son hibernation pour chercher de nouveaux sites de nidification. Elle construit un début de nid constitué d'un amas de matériel végétal (mousses ou herbes sèches) en extérieur ou plus rarement juste sous terre, contrairement à la majorité des Bourdons qui fabriquent leurs nids au sein de terriers de micromammifères,. La jeune reine y pond un petit lot d’œufs diploïdes et une fois que ces œufs ont éclos, elle couve et nourrie les larves jusqu’à ce qu’elles se transforment en nymphes puis en ouvrières. Ces dernières s'occupe alors des générations suivantes et de l'agrandissement du nid. Une fois la colonie bien établie, les ouvrières sont agressives, attaquant les intrus en les mordant et les piquant simultanément. Au début de l'été, le nombre d'ouvrières se stabilise entre 40 et 100. À la fin de l'été, de nouveaux sexués naissent et s'accouplent.

### Régime alimentaire
Le Bourdon des mousses affectionne les habitats riches en diversité floristiques. Il est polylectique : il butine le pollen et le nectar d'une vaste gamme de ressources florales. On le trouve sur les Scrophulariaceae, les Lamiaceae, et les Asteraceae. Cependant, il est plus particulièrement associé aux Fabaceae et spécialement aux Trèfles,. L'espace vital de cette espèce est très restreint ; elle prospecte sur un petit territoire, en moyenne dans un rayon de 100m autour du nid et au maximum de 500m. On observe souvent des ouvrières en train de chercher à butiner aux mêmes endroits entre 50 et 200 m du nid, cette variation étant attribuée à la taille de l'individu. C'est pourquoi des populations séparées d'une dizaine de kilomètres peuvent avoir des codes génétiques différents.

### Fécondation
Le Bourdon des mousses est une espèce monoandre : la reine ne s’accouple qu’une seule fois avec un seul mâle pour créer une nouvelle colonie. Ce comportement diminue l’ampleur de la variation génétique présente dans une seule colonie par rapport à celle d’une espèce polygame ou polyandre. Les reines semblent posséder des phéromones distinctes qui indique leur lien de parenté, diminuant ainsi le risque de consanguinité. Néanmoins, le choix des partenaires peut être aléatoire.
Les mâles Bourdon des mousses sont territoriaux. Situés sur un perchoir ou patrouillant, ils cherchent une partenaire potentielle. La concurrence est forte entre eux, chacun essayant de trouver un endroit proche de l'entrée du nid et chassant les concurrents. Lorsqu'une femelle est repérée, elle est poursuivie et fécondée par le plus rapide.

### Haplodiploïdie et endogamie
Le Bourdon des mousses, comme beaucoup d'Apidés, présente une haplodiploïdie : Les reines diploïdes produisent, à partir d'œufs fécondés, des ouvrières diploïdes qui peuvent se transformer en sexuées femelles ; les mâles haploïdes sont produits à partir d'œufs non fécondés. Les ouvrières sont également en mesure de pondre des œufs non fécondés qui deviennent des mâles. Les mâles haploïdes produisent des spermatozoïdes haploïdes identiques, tandis que les femelles diploïdes produisent des œufs haploïdes génétiquement variant.
En raison de la petite taille des populations, de leur isolement, de leur faible dispersion et de l’haplodiploïdie, le risque de consanguinité est très fort chez le Bourdon des mousses. Lorsque les mâles fécondent des femelles apparentées, naissent des mâles diploïdes ayant une fertilité faible et un système immunitaire réduit. Dans les Hébrides, 10 populations isolées sur 14 ont montré des signes importants d'endogamie récente, les mâles diploïdes représentant une proportion considérable.

## Parasitisme
Le Bourdon des mousses, comme le Bourdon terrestre, peut être infecté par Crithidia bombi, un parasite trypanosome provenant de nids déjà contaminés ou de fleurs lors du butinage. Cette infection porte atteinte à la santé des individus et de la colonie. Ce parasite est de préférence présent dans les colonies ayant une faible diversité génétique et comme les populations de Bourdon des mousses perdent leur diversité génétique, l'impact de Crithidia bombi augmente, rapprochant les populations déjà menacées de l'extinction.
Les larves des Conopidae Conops vesicularis et Physocephala nigra sont des endoparasites des imagos de Bourdons des mousses.

## Répartition et Écologie
Le Bourdon des mousses est présent en Europe et au Nord de l'Asie en excluant la Chine. Il comporte deux sous-espèces correctement déterminées, B. muscorum muscorum et B. muscorum bannitus. La première se rencontre de l'Irlande à la Mongolie et de la latitude de Stockholm à celle de la Crète. La localité connue la plus au nord est Vyborg, en Carélie russe et sur les Îles Orcades. La sous-espèce B. muscorum bannitus est plus nordique et strictement côtière dans toute son aire de répartition occidentale. Cette espèce est courante en Écosse, très rare en Suisse, rare en France (côte atlantique) et disparue de Belgique. Sa répartition est aujourd'hui très morcelée et ses populations isolées les unes des autres.
Cette espèce se plaît au sein des pâturages, des parcs et jardins, des pelouses calcaires sèches, des côtes sableuses enherbées, des prairies sablonneuses, des marais salants, des zones humides à Erica, et des vallées inondées. En Suisse romande, ce Bourdon est également inféodé aux zones humides telle que la Grande Cariçaie ou la réserve de Cudrefin. 
Aujourd’hui rare, le Bourdon des mousses semble avoir été beaucoup plus courant par le passé. Selon l'IUCN, ses populations ont décliné de 30% ces 10 dernières années. La destruction de ses habitats liées aux pratiques agricoles intensives et à l'usage massif d'engrais azoté est largement incriminée. De plus, la sensibilité de cette espèce aux vagues de chaleurs estivales et sa consanguinité semblent être des facteurs important de l'accélération de son déclin actuel. Enfin, les populations insulaires peuvent être particulièrement sensibles à la concurrence d'autres espèces, notamment l'Abeille domestique et le Bourdon des champs qui le remplace progressivement.

## Protection
Le Bourdon des mousses figure sur les listes rouges d'espèces menacées de 13 pays européens ; à savoir la Biélorussie (vulnérable), la Suisse (quasi menacée), la République tchèque (en danger critique d'extinction), l'Allemagne (en danger), l'Estonie (vulnérable), la Finlande (quasi menacé), la Hongrie (en danger critique d'extinction), l'Irlande (quasi menacé), la Moldavie (quasi menacé), les Pays-Bas (en voie de disparition), la Norvège (quasi menacé), la Suède (vulnérable) et l'Ukraine (rare).
La protection des prairies calcaires et côtières riches en diversité floristique profiterait à cette espèce.

## Taxonomie
Bombus muscorum est décrit pour la première fois sous le nom Apis muscorum par Carl von Linné en 1758 dans son ouvrage majeur à la base de la taxonomie scientifique : Systema Naturæ. Cependant, les spécimens récoltés par Linné ne correspondant pas à l'acceptation moderne de cette espèce, un néotype est désigné en 1994,. 

### Synonymie
- Adventoribombus muscorum pereziellus Skorikov, 1922[20]
- Agrobombus smithianus bannitus Popov, 1930[20]
- Apis impavidus Harris, 1776[20]
- Apis melinus Harris, 1776[20]
- Apis muscorum Linnaeus, 1758 (Basionyme)[20]
- Bombus bannitus (Popov, 1930)[20]
- Bombus bruneri Swenk, 1938[20]
- Bombus celticus Yarrow[18]
- Bombus cognatus nigripes Pérez, 1909[20]
- Bombus pallidus Evans[18]
- Bombus laevis Vogt, 1909[20]
- Bombus laevis agricolae Baker, 1996[20]
- Bombus muscorum agricolae Baker, 1996[20]
- Bombus muscorum celticus Yarrow, 1978[20]
- Bombus muscorum fulvofasciatus Friese, 1905[20]
- Bombus muscorum liepetterseni Løken, 1973[20]
- Bombus muscorum orcadensis Richards, 1935[20]
- Bombus muscorum sladeni Vogt, 1911[20]
- Bombus muscorum scyllonius Richards, 1935[20]
- Bombus muscorum volcarum Kruseman, 1958[20]
- Bombus smithianus allenellus Stelfox, 1933[20]
- Bombus smithianus pallidus Evans, 1901[20]
- Bombus smithianus scyllonius Richards, 1935[20]

### Sous-espèces
17 sous-espèces ont été décrites, mais selon le Museum d'histoire naturelle de Londres, seules 7 d'entre-elles sont considérées comme valides. Les taxons bannitus et pereziellus sont parfois interprétés comme des espèces à part entière sur des distinctions morphologiques mais la présence de groupes intermédiaires tend à démontrer leur filiation avec B. muscorum .
- B. m. muscorum (Linnaeus, 1758)[18]
- B. m. fulvofasciatus (Friese, 1905)[18]
- B. m. laevis (Vogt, 1909)[18]
- B. m. pereziellus (Skorikov, 1923)[18]
- B. m. bannitus (Popov, 1930)[18]
- B. m. celticus (Yarrow, 1978)[18]
- B. m. agricolae (Baker, 1996)[18]